# 1743 au Canada
Pour un article plus général, voir Chronologie du Canada.
Cet article traite des événements qui se sont produits durant l'année 1743 au Canada.

## Événements

### Nouvelle-France
- 1er janvier : une expédition des La Vérendrye arrive en vue des Montagnes Rocheuses[1].
- Claude-Michel Bégon de la Cour devient gouverneur de Trois-Rivières[2].
- Disette dans la vallée du Saint-Laurent causée par une abondance de chenille qui dévaste les champs[3].

### Possessions anglaises
- 21 juin : la Compagnie de la Baie d'Hudson établit le poste Henley House (en) construit près de la Rivière Albany[4]. C'est le premier poste de la compagnie de la Baie d'Hudson établi à l'intérieur des terres.

## Naissances
- Mars : Joseph Brant, chef mohawk († 24 novembre 1807).
- 9 avril : Jacques-Ladislas-Joseph de Calonne, missionnaire († 16 octobre 1822).
- 5 mai : Joseph-Hubert Lacroix, politicien († 15 juillet 1821).
- 3 juin : Juan Francisco de la Bodega y Quadra, officier de marine et explorateur († 26 mars 1794).
- 20 juillet : Pierre Denaut, évêque de Québec († 11 janvier 1806).
- 21 ou 23 septembre : Pierre de Sales Laterrière, aventurier († 14 juin 1815).
- 14 octobre : Charles-Louis Tarieu de Lanaudière, politicien († 2 octobre 1811).
- 30 octobre : Charles Robin, homme d'affaires et juge († 10 juin 1824).

## Décès
- 11 avril : Jean-Baptiste Chardon, missionnaire jésuite (° 27 avril 1671).
- 2 juillet : François-Antoine Pécaudy de Contrecœur, militaire (° 1676).